# 1177 Gonnessia
Gonnessia (asteroide 1177) é um asteroide da cintura principal com um diâmetro de 91,98 quilómetros, a 3,2636057 UA. Possui uma excentricidade de 0,025955 e um período orbital de 2 240,13 dias (6,14 anos).
Gonnessia tem uma velocidade orbital média de 16,27171841 km/s e uma inclinação de 15,104º.
Este asteroide foi descoberto em 24 de Novembro de 1930 por Louis Boyer.
Seu nome é uma homenagem ao astrônomo francês François Gonnessiat.